# バーリントン伯爵
バーリントン伯爵 (バーリントンはくしゃく、Earl of Burlington) は、イギリスの貴族、伯爵。第1期はイングランド貴族として、第2期は連合王国貴族としての創設である。現在、バーリントン伯爵位はデヴォンシャー公爵家に継承されて、公爵家の従属爵位として存続中。

## 概要

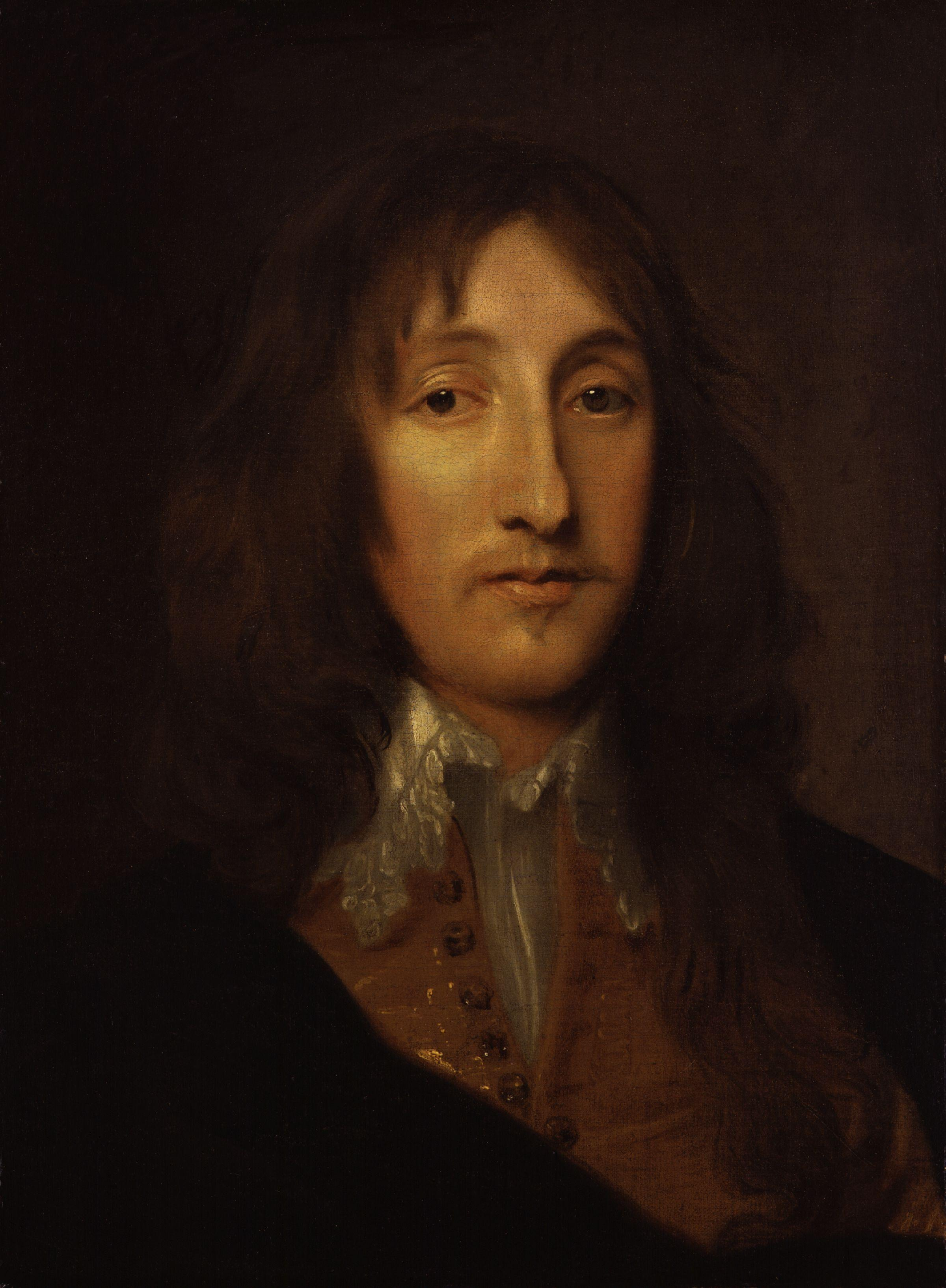
リチャード・ボイル
初代バーリントン伯爵

第1期の創設は、1664年3月20日に第2代コーク伯爵リチャード・ボイル（1612年 - 1698年）に対して行われたものがこれにあたる。なお、彼は以前にも同じくイングランド貴族として1644年11月4日にレインズバラのクリフォード男爵(Baron Clifford of Lanesborough) に叙されている。
初代バーリントン伯は第2代クリフォード女男爵エリザベス・クリフォード (Elizabeth Clifford, 2nd Baroness Clifford) の夫にあたる。夫妻の長男のダンガーヴァン子爵チャールズ・ボイルは、1691年に母からクリフォード男爵を継承したが、父より先に亡くなった。そのため初代伯は孫のチャールズ（ダンガーヴァン子爵の息子）にコーク伯爵位とバーリントン伯爵位の爵位を承継させた:77。第2代バーリントン伯爵は1694年に既に第4代クリフォード男爵を承継していた。
2代伯の唯一の息子、第3代バーリントン伯爵リチャード・ボイル（1694年 - 1753年）は有名な建築家でパトロンであった。3代伯には3人の娘がいたが息子はいなかったので、彼が1753年に亡くなるとレインズバラのクリフォード男爵位とバーリントン伯爵位は断絶となった。残るコーク伯爵位は彼の三従兄弟（曾祖父の第2代コーク伯の弟のオーラリー伯ロジャー・ボイルの曾孫）に当たる第5代オーラリー伯爵ジョン・ボイル（1707年 - 1762年）に承継された:78。
3代伯はバーリントン・エステート（彼の居宅であったバーリントン・ハウス周辺の不動産）とクリフォード男爵位（女系での承継が可能であった）を娘のシャーロット（1731年 - 1754年）に承継させた。彼女はウィリアム・キャヴェンディッシュ（1720年 - 1764年、後の第4代デヴォンシャー公爵）の妻であった。彼女たちの三男で末子のジョージ・キャヴェンディッシュ卿（1754年 - 1834年）が1831年9月10日に連合王国貴族のバーリントン伯爵とキースリーのキャヴェンディッシュ男爵（Baron Cavendish of Keighley）を授けられた。
1834年に初代バーリントン伯爵が亡くなると、同伯爵位は彼の孫ウィリアム・キャヴェンディッシュ（1808年 - 1891年）に承継された。1858年、初代バーリントン伯爵の長兄の長男で第6代デヴォンシャー公爵ウィリアム・キャヴェンディッシュ（1790年 - 1858年）が亡くなると第2代バーリントン伯爵はデヴォンシャー公爵位を承継し、第7代公爵となった。それ以降バーリントン伯爵位はデヴォンシャー公爵位の儀礼称号として使われている。

## 一覧

### バーリントン伯爵 (第1期；1664年)
- 初代バーリントン伯爵・第2代コーク伯爵リチャード・ボイル（1612年–1698年)
- 第2代バーリントン伯爵・第3代コーク伯爵チャールズ・ボイル（1669年–1704年)
- 第3代バーリントン伯爵・第4代コーク伯爵リチャード・ボイル（1694年–1753年)（1753年伯爵位廃絶）

### バーリントン伯爵 (第2期；1831年)
- 初代バーリントン伯爵ジョージ・キャヴェンディッシュ（英語版）（1754年-1834年)
- 第2代バーリントン伯爵・第7代デヴォンシャー公爵ウィリアム・キャヴェンディッシュ（英語版）（1808年–1891年) [2]
- 第3代バーリントン伯爵・第8代デヴォンシャー公爵スペンサー・キャヴェンディッシュ（1833年-1908年)[3]
- 第4代バーリントン伯爵・第9代デヴォンシャー公爵ヴィクター・キャヴェンディッシュ（1868年-1938年)
- 第5代バーリントン伯爵・第10代デヴォンシャー公爵エドワード・キャヴェンディッシュ（1895年-1950年)
- 第6代バーリントン伯爵・第11代デヴォンシャー公爵アンドルー・キャヴェンディッシュ（1920年-2004年)　(英語版)
- 第7代バーリントン伯爵・第12代デヴォンシャー公爵ペレグリン・キャヴェンディッシュ（1944年生) (英語版)

## 系譜図
|  |  |  |  |  |  |  |  |  |  |  |  |                                                                                              |                                                                                              |                                                                                              |                                                                                              |                                                                                              |                                                                                              |  |  | リチャード・ボイル 初代コーク伯爵 初代ダンガーヴァン子爵 (1566-1643) |  |  |  |                                                    |                                                    |                                                    |                                                    |                                                    |                                                    |                                                                                            |                                                                                            |                                                                                            |                                                                                            |                                                                                            |                                                                                            |                                                                                        |                                                                                        |                                                                                            |                                                                                            |                                                                                            |                                                                                            |                                                                                            |                                                                                            |                                      |                                      |                                      |                                      |  |  |  |  |  |  |  |  |  |  |
|  |  |  |  |  |  |  |  |  |  |  |  |                                                                                              |                                                                                              |                                                                                              |                                                                                              |                                                                                              |                                                                                              |  |  |                                                                      |  |  |  |                                                    |                                                    |                                                    |                                                    |                                                    |                                                    |                                                                                            |                                                                                            |                                                                                            |                                                                                            |                                                                                            |                                                                                            |                                                                                        |                                                                                        |                                                                                            |                                                                                            |                                                                                            |                                                                                            |                                                                                            |                                                                                            |                                      |                                      |                                      |                                      |  |  |  |  |  |  |  |  |  |  |
|  |  |  |  |  |  |  |  |  |  |  |  |                                                                                              |                                                                                              |                                                                                              |                                                                                              |                                                                                              |                                                                                              |  |  |                                                                      |  |  |  |                                                    |                                                    |                                                    |                                                    |                                                    |                                                    |                                                                                            |                                                                                            |                                                                                            |                                                                                            |                                                                                            |                                                                                            |                                                                                        |                                                                                        |                                                                                            |                                                                                            |                                                                                            |                                                                                            |                                                                                            |                                                                                            |                                      |                                      |                                      |                                      |  |  |  |  |  |  |  |  |  |  |
|  |  |  |  |  |  |  |  |  |  |  |  | リチャード・ボイル 初代バーリントン伯爵 第2代コーク伯爵 第2代ダンガーヴァン子爵 (1612-1698)  | リチャード・ボイル 初代バーリントン伯爵 第2代コーク伯爵 第2代ダンガーヴァン子爵 (1612-1698)  | リチャード・ボイル 初代バーリントン伯爵 第2代コーク伯爵 第2代ダンガーヴァン子爵 (1612-1698)  | リチャード・ボイル 初代バーリントン伯爵 第2代コーク伯爵 第2代ダンガーヴァン子爵 (1612-1698)  | リチャード・ボイル 初代バーリントン伯爵 第2代コーク伯爵 第2代ダンガーヴァン子爵 (1612-1698)  | リチャード・ボイル 初代バーリントン伯爵 第2代コーク伯爵 第2代ダンガーヴァン子爵 (1612-1698)  |  |  |                                                                      |  |  |  |                                                    |                                                    |                                                    |                                                    | ロジャー・ボイル 初代オーラリー伯爵 (1621-1679)    | ロジャー・ボイル 初代オーラリー伯爵 (1621-1679)    | ロジャー・ボイル 初代オーラリー伯爵 (1621-1679)                                            | ロジャー・ボイル 初代オーラリー伯爵 (1621-1679)                                            | ロジャー・ボイル 初代オーラリー伯爵 (1621-1679)                                            | ロジャー・ボイル 初代オーラリー伯爵 (1621-1679)                                            |                                                                                            |                                                                                            |                                                                                        |                                                                                        |                                                                                            |                                                                                            |                                                                                            |                                                                                            |                                                                                            |                                                                                            |                                      |                                      |                                      |                                      |  |  |  |  |  |  |  |  |  |  |
|  |  |  |  |  |  |  |  |  |  |  |  | リチャード・ボイル 初代バーリントン伯爵 第2代コーク伯爵 第2代ダンガーヴァン子爵 (1612-1698)  | リチャード・ボイル 初代バーリントン伯爵 第2代コーク伯爵 第2代ダンガーヴァン子爵 (1612-1698)  | リチャード・ボイル 初代バーリントン伯爵 第2代コーク伯爵 第2代ダンガーヴァン子爵 (1612-1698)  | リチャード・ボイル 初代バーリントン伯爵 第2代コーク伯爵 第2代ダンガーヴァン子爵 (1612-1698)  | リチャード・ボイル 初代バーリントン伯爵 第2代コーク伯爵 第2代ダンガーヴァン子爵 (1612-1698)  | リチャード・ボイル 初代バーリントン伯爵 第2代コーク伯爵 第2代ダンガーヴァン子爵 (1612-1698)  |  |  |                                                                      |  |  |  |                                                    |                                                    |                                                    |                                                    | ロジャー・ボイル 初代オーラリー伯爵 (1621-1679)    | ロジャー・ボイル 初代オーラリー伯爵 (1621-1679)    | ロジャー・ボイル 初代オーラリー伯爵 (1621-1679)                                            | ロジャー・ボイル 初代オーラリー伯爵 (1621-1679)                                            | ロジャー・ボイル 初代オーラリー伯爵 (1621-1679)                                            | ロジャー・ボイル 初代オーラリー伯爵 (1621-1679)                                            |                                                                                            |                                                                                            |                                                                                        |                                                                                        |                                                                                            |                                                                                            |                                                                                            |                                                                                            |                                                                                            |                                                                                            |                                      |                                      |                                      |                                      |  |  |  |  |  |  |  |  |  |  |
|  |  |  |  |  |  |  |  |  |  |  |  | チャールズ・ボイル 第3代ダンガーヴァン子爵 (1639-1694)                                       | チャールズ・ボイル 第3代ダンガーヴァン子爵 (1639-1694)                                       | チャールズ・ボイル 第3代ダンガーヴァン子爵 (1639-1694)                                       | チャールズ・ボイル 第3代ダンガーヴァン子爵 (1639-1694)                                       | チャールズ・ボイル 第3代ダンガーヴァン子爵 (1639-1694)                                       | チャールズ・ボイル 第3代ダンガーヴァン子爵 (1639-1694)                                       |  |  |                                                                      |  |  |  |                                                    |                                                    |                                                    |                                                    | ロジャー・ボイル 第2代オーラリー伯爵 (1649-1682)   | ロジャー・ボイル 第2代オーラリー伯爵 (1649-1682)   | ロジャー・ボイル 第2代オーラリー伯爵 (1649-1682)                                           | ロジャー・ボイル 第2代オーラリー伯爵 (1649-1682)                                           | ロジャー・ボイル 第2代オーラリー伯爵 (1649-1682)                                           | ロジャー・ボイル 第2代オーラリー伯爵 (1649-1682)                                           |                                                                                            |                                                                                            |                                                                                        |                                                                                        |                                                                                            |                                                                                            |                                                                                            |                                                                                            |                                                                                            |                                                                                            |                                      |                                      |                                      |                                      |  |  |  |  |  |  |  |  |  |  |
|  |  |  |  |  |  |  |  |  |  |  |  | チャールズ・ボイル 第3代ダンガーヴァン子爵 (1639-1694)                                       | チャールズ・ボイル 第3代ダンガーヴァン子爵 (1639-1694)                                       | チャールズ・ボイル 第3代ダンガーヴァン子爵 (1639-1694)                                       | チャールズ・ボイル 第3代ダンガーヴァン子爵 (1639-1694)                                       | チャールズ・ボイル 第3代ダンガーヴァン子爵 (1639-1694)                                       | チャールズ・ボイル 第3代ダンガーヴァン子爵 (1639-1694)                                       |  |  |                                                                      |  |  |  |                                                    |                                                    |                                                    |                                                    | ロジャー・ボイル 第2代オーラリー伯爵 (1649-1682)   | ロジャー・ボイル 第2代オーラリー伯爵 (1649-1682)   | ロジャー・ボイル 第2代オーラリー伯爵 (1649-1682)                                           | ロジャー・ボイル 第2代オーラリー伯爵 (1649-1682)                                           | ロジャー・ボイル 第2代オーラリー伯爵 (1649-1682)                                           | ロジャー・ボイル 第2代オーラリー伯爵 (1649-1682)                                           |                                                                                            |                                                                                            |                                                                                        |                                                                                        |                                                                                            |                                                                                            |                                                                                            |                                                                                            |                                                                                            |                                                                                            |                                      |                                      |                                      |                                      |  |  |  |  |  |  |  |  |  |  |
|  |  |  |  |  |  |  |  |  |  |  |  |                                                                                              |                                                                                              |                                                                                              |                                                                                              |                                                                                              |                                                                                              |  |  |                                                                      |  |  |  |                                                    |                                                    |                                                    |                                                    |                                                    |                                                    |                                                                                            |                                                                                            |                                                                                            |                                                                                            |                                                                                            |                                                                                            |                                                                                        |                                                                                        |                                                                                            |                                                                                            |                                                                                            |                                                                                            |                                                                                            |                                                                                            |                                      |                                      |                                      |                                      |  |  |  |  |  |  |  |  |  |  |
|  |  |  |  |  |  |  |  |  |  |  |  | チャールズ・ボイル 第2代バーリントン伯爵 第3代コーク伯爵 第4代ダンガーヴァン子爵 (1669-1704) | チャールズ・ボイル 第2代バーリントン伯爵 第3代コーク伯爵 第4代ダンガーヴァン子爵 (1669-1704) | チャールズ・ボイル 第2代バーリントン伯爵 第3代コーク伯爵 第4代ダンガーヴァン子爵 (1669-1704) | チャールズ・ボイル 第2代バーリントン伯爵 第3代コーク伯爵 第4代ダンガーヴァン子爵 (1669-1704) | チャールズ・ボイル 第2代バーリントン伯爵 第3代コーク伯爵 第4代ダンガーヴァン子爵 (1669-1704) | チャールズ・ボイル 第2代バーリントン伯爵 第3代コーク伯爵 第4代ダンガーヴァン子爵 (1669-1704) |  |  |                                                                      |  |  |  | ライオネル・ボイル 第3代オーラリー伯爵 (1671-1703) | ライオネル・ボイル 第3代オーラリー伯爵 (1671-1703) | ライオネル・ボイル 第3代オーラリー伯爵 (1671-1703) | ライオネル・ボイル 第3代オーラリー伯爵 (1671-1703) | ライオネル・ボイル 第3代オーラリー伯爵 (1671-1703) | ライオネル・ボイル 第3代オーラリー伯爵 (1671-1703) |                                                                                            |                                                                                            |                                                                                            |                                                                                            | チャールズ・ボイル 第4代オーラリー伯爵 (1674-1731)                                         | チャールズ・ボイル 第4代オーラリー伯爵 (1674-1731)                                         | チャールズ・ボイル 第4代オーラリー伯爵 (1674-1731)                                     | チャールズ・ボイル 第4代オーラリー伯爵 (1674-1731)                                     | チャールズ・ボイル 第4代オーラリー伯爵 (1674-1731)                                         | チャールズ・ボイル 第4代オーラリー伯爵 (1674-1731)                                         |                                                                                            |                                                                                            |                                                                                            |                                                                                            |                                      |                                      |                                      |                                      |  |  |  |  |  |  |  |  |  |  |
|  |  |  |  |  |  |  |  |  |  |  |  | チャールズ・ボイル 第2代バーリントン伯爵 第3代コーク伯爵 第4代ダンガーヴァン子爵 (1669-1704) | チャールズ・ボイル 第2代バーリントン伯爵 第3代コーク伯爵 第4代ダンガーヴァン子爵 (1669-1704) | チャールズ・ボイル 第2代バーリントン伯爵 第3代コーク伯爵 第4代ダンガーヴァン子爵 (1669-1704) | チャールズ・ボイル 第2代バーリントン伯爵 第3代コーク伯爵 第4代ダンガーヴァン子爵 (1669-1704) | チャールズ・ボイル 第2代バーリントン伯爵 第3代コーク伯爵 第4代ダンガーヴァン子爵 (1669-1704) | チャールズ・ボイル 第2代バーリントン伯爵 第3代コーク伯爵 第4代ダンガーヴァン子爵 (1669-1704) |  |  |                                                                      |  |  |  | ライオネル・ボイル 第3代オーラリー伯爵 (1671-1703) | ライオネル・ボイル 第3代オーラリー伯爵 (1671-1703) | ライオネル・ボイル 第3代オーラリー伯爵 (1671-1703) | ライオネル・ボイル 第3代オーラリー伯爵 (1671-1703) | ライオネル・ボイル 第3代オーラリー伯爵 (1671-1703) | ライオネル・ボイル 第3代オーラリー伯爵 (1671-1703) |                                                                                            |                                                                                            |                                                                                            |                                                                                            | チャールズ・ボイル 第4代オーラリー伯爵 (1674-1731)                                         | チャールズ・ボイル 第4代オーラリー伯爵 (1674-1731)                                         | チャールズ・ボイル 第4代オーラリー伯爵 (1674-1731)                                     | チャールズ・ボイル 第4代オーラリー伯爵 (1674-1731)                                     | チャールズ・ボイル 第4代オーラリー伯爵 (1674-1731)                                         | チャールズ・ボイル 第4代オーラリー伯爵 (1674-1731)                                         |                                                                                            |                                                                                            |                                                                                            |                                                                                            |                                      |                                      |                                      |                                      |  |  |  |  |  |  |  |  |  |  |
|  |  |  |  |  |  |  |  |  |  |  |  | リチャード・ボイル 第3代バーリントン伯爵 第4代コーク伯爵 第5代ダンガーヴァン子爵 (1694-1753) | リチャード・ボイル 第3代バーリントン伯爵 第4代コーク伯爵 第5代ダンガーヴァン子爵 (1694-1753) | リチャード・ボイル 第3代バーリントン伯爵 第4代コーク伯爵 第5代ダンガーヴァン子爵 (1694-1753) | リチャード・ボイル 第3代バーリントン伯爵 第4代コーク伯爵 第5代ダンガーヴァン子爵 (1694-1753) | リチャード・ボイル 第3代バーリントン伯爵 第4代コーク伯爵 第5代ダンガーヴァン子爵 (1694-1753) | リチャード・ボイル 第3代バーリントン伯爵 第4代コーク伯爵 第5代ダンガーヴァン子爵 (1694-1753) |  |  |                                                                      |  |  |  |                                                    |                                                    | ヘンリエッタ・ハミルトン (-1732)                   | ヘンリエッタ・ハミルトン (-1732)                   | ヘンリエッタ・ハミルトン (-1732)                   | ヘンリエッタ・ハミルトン (-1732)                   | ヘンリエッタ・ハミルトン (-1732)                                                           | ヘンリエッタ・ハミルトン (-1732)                                                           |                                                                                            |                                                                                            | ジョン・ボイル 第5代コーク伯爵 第5代オーラリー伯爵 第6代ダンガーヴァン子爵 (1707-1762)     | ジョン・ボイル 第5代コーク伯爵 第5代オーラリー伯爵 第6代ダンガーヴァン子爵 (1707-1762)     | ジョン・ボイル 第5代コーク伯爵 第5代オーラリー伯爵 第6代ダンガーヴァン子爵 (1707-1762) | ジョン・ボイル 第5代コーク伯爵 第5代オーラリー伯爵 第6代ダンガーヴァン子爵 (1707-1762) | ジョン・ボイル 第5代コーク伯爵 第5代オーラリー伯爵 第6代ダンガーヴァン子爵 (1707-1762)     | ジョン・ボイル 第5代コーク伯爵 第5代オーラリー伯爵 第6代ダンガーヴァン子爵 (1707-1762)     |                                                                                            |                                                                                            | マーガレット・ハミルトン (1710-1758)                                                       | マーガレット・ハミルトン (1710-1758)                                                       | マーガレット・ハミルトン (1710-1758) | マーガレット・ハミルトン (1710-1758) | マーガレット・ハミルトン (1710-1758) | マーガレット・ハミルトン (1710-1758) |  |  |  |  |  |  |  |  |  |  |
|  |  |  |  |  |  |  |  |  |  |  |  | リチャード・ボイル 第3代バーリントン伯爵 第4代コーク伯爵 第5代ダンガーヴァン子爵 (1694-1753) | リチャード・ボイル 第3代バーリントン伯爵 第4代コーク伯爵 第5代ダンガーヴァン子爵 (1694-1753) | リチャード・ボイル 第3代バーリントン伯爵 第4代コーク伯爵 第5代ダンガーヴァン子爵 (1694-1753) | リチャード・ボイル 第3代バーリントン伯爵 第4代コーク伯爵 第5代ダンガーヴァン子爵 (1694-1753) | リチャード・ボイル 第3代バーリントン伯爵 第4代コーク伯爵 第5代ダンガーヴァン子爵 (1694-1753) | リチャード・ボイル 第3代バーリントン伯爵 第4代コーク伯爵 第5代ダンガーヴァン子爵 (1694-1753) |  |  |                                                                      |  |  |  |                                                    |                                                    | ヘンリエッタ・ハミルトン (-1732)                   | ヘンリエッタ・ハミルトン (-1732)                   | ヘンリエッタ・ハミルトン (-1732)                   | ヘンリエッタ・ハミルトン (-1732)                   | ヘンリエッタ・ハミルトン (-1732)                                                           | ヘンリエッタ・ハミルトン (-1732)                                                           |                                                                                            |                                                                                            | ジョン・ボイル 第5代コーク伯爵 第5代オーラリー伯爵 第6代ダンガーヴァン子爵 (1707-1762)     | ジョン・ボイル 第5代コーク伯爵 第5代オーラリー伯爵 第6代ダンガーヴァン子爵 (1707-1762)     | ジョン・ボイル 第5代コーク伯爵 第5代オーラリー伯爵 第6代ダンガーヴァン子爵 (1707-1762) | ジョン・ボイル 第5代コーク伯爵 第5代オーラリー伯爵 第6代ダンガーヴァン子爵 (1707-1762) | ジョン・ボイル 第5代コーク伯爵 第5代オーラリー伯爵 第6代ダンガーヴァン子爵 (1707-1762)     | ジョン・ボイル 第5代コーク伯爵 第5代オーラリー伯爵 第6代ダンガーヴァン子爵 (1707-1762)     |                                                                                            |                                                                                            | マーガレット・ハミルトン (1710-1758)                                                       | マーガレット・ハミルトン (1710-1758)                                                       | マーガレット・ハミルトン (1710-1758) | マーガレット・ハミルトン (1710-1758) | マーガレット・ハミルトン (1710-1758) | マーガレット・ハミルトン (1710-1758) |  |  |  |  |  |  |  |  |  |  |
|  |  |  |  |  |  |  |  |  |  |  |  |                                                                                              |                                                                                              |                                                                                              |                                                                                              |                                                                                              |                                                                                              |  |  |                                                                      |  |  |  |                                                    |                                                    |                                                    |                                                    |                                                    |                                                    |                                                                                            |                                                                                            |                                                                                            |                                                                                            |                                                                                            |                                                                                            |                                                                                        |                                                                                        |                                                                                            |                                                                                            |                                                                                            |                                                                                            |                                                                                            |                                                                                            |                                      |                                      |                                      |                                      |  |  |  |  |  |  |  |  |  |  |
|  |  |  |  |  |  |  |  |  |  |  |  |                                                                                              |                                                                                              |                                                                                              |                                                                                              |                                                                                              |                                                                                              |  |  |                                                                      |  |  |  |                                                    |                                                    |                                                    |                                                    |                                                    |                                                    | ハミルトン・ボイル 第6代コーク伯爵 第6代オーラリー伯爵 第7代ダンガーヴァン子爵 (1729-1764) | ハミルトン・ボイル 第6代コーク伯爵 第6代オーラリー伯爵 第7代ダンガーヴァン子爵 (1729-1764) | ハミルトン・ボイル 第6代コーク伯爵 第6代オーラリー伯爵 第7代ダンガーヴァン子爵 (1729-1764) | ハミルトン・ボイル 第6代コーク伯爵 第6代オーラリー伯爵 第7代ダンガーヴァン子爵 (1729-1764) | ハミルトン・ボイル 第6代コーク伯爵 第6代オーラリー伯爵 第7代ダンガーヴァン子爵 (1729-1764) | ハミルトン・ボイル 第6代コーク伯爵 第6代オーラリー伯爵 第7代ダンガーヴァン子爵 (1729-1764) |                                                                                        |                                                                                        | エドマンド・ボイル 第7代コーク伯爵 第7代オーラリー伯爵 第8代ダンガーヴァン子爵 (1742-1798) | エドマンド・ボイル 第7代コーク伯爵 第7代オーラリー伯爵 第8代ダンガーヴァン子爵 (1742-1798) | エドマンド・ボイル 第7代コーク伯爵 第7代オーラリー伯爵 第8代ダンガーヴァン子爵 (1742-1798) | エドマンド・ボイル 第7代コーク伯爵 第7代オーラリー伯爵 第8代ダンガーヴァン子爵 (1742-1798) | エドマンド・ボイル 第7代コーク伯爵 第7代オーラリー伯爵 第8代ダンガーヴァン子爵 (1742-1798) | エドマンド・ボイル 第7代コーク伯爵 第7代オーラリー伯爵 第8代ダンガーヴァン子爵 (1742-1798) |                                      |                                      |                                      |                                      |  |  |  |  |  |  |  |  |  |  |

|  |  |                                                |                                                |                                                |                                                | ウィリアム・キャヴェンディッシュ 第3代デヴォンシャー公爵 (1698-1755)                       | ウィリアム・キャヴェンディッシュ 第3代デヴォンシャー公爵 (1698-1755)                       | ウィリアム・キャヴェンディッシュ 第3代デヴォンシャー公爵 (1698-1755)                       | ウィリアム・キャヴェンディッシュ 第3代デヴォンシャー公爵 (1698-1755)                       | ウィリアム・キャヴェンディッシュ 第3代デヴォンシャー公爵 (1698-1755)                       | ウィリアム・キャヴェンディッシュ 第3代デヴォンシャー公爵 (1698-1755)                       |                                                                      |                                                                      |                                                                                             |                                                                      |                                              |                                              | リチャード・ボイル 第3代バーリントン伯爵 (1664年創設) (1694-1753)                          | リチャード・ボイル 第3代バーリントン伯爵 (1664年創設) (1694-1753)                          | リチャード・ボイル 第3代バーリントン伯爵 (1664年創設) (1694-1753)                          | リチャード・ボイル 第3代バーリントン伯爵 (1664年創設) (1694-1753)                          | リチャード・ボイル 第3代バーリントン伯爵 (1664年創設) (1694-1753)                          | リチャード・ボイル 第3代バーリントン伯爵 (1664年創設) (1694-1753)                          |                                                                 |                                                                 |  |  |  |  |  |  |  |  |  |  |  |  |  |  |  |  |
|  |  |                                                |                                                |                                                |                                                | ウィリアム・キャヴェンディッシュ 第3代デヴォンシャー公爵 (1698-1755)                       | ウィリアム・キャヴェンディッシュ 第3代デヴォンシャー公爵 (1698-1755)                       | ウィリアム・キャヴェンディッシュ 第3代デヴォンシャー公爵 (1698-1755)                       | ウィリアム・キャヴェンディッシュ 第3代デヴォンシャー公爵 (1698-1755)                       | ウィリアム・キャヴェンディッシュ 第3代デヴォンシャー公爵 (1698-1755)                       | ウィリアム・キャヴェンディッシュ 第3代デヴォンシャー公爵 (1698-1755)                       |                                                                      |                                                                      |                                                                                             |                                                                      |                                              |                                              | リチャード・ボイル 第3代バーリントン伯爵 (1664年創設) (1694-1753)                          | リチャード・ボイル 第3代バーリントン伯爵 (1664年創設) (1694-1753)                          | リチャード・ボイル 第3代バーリントン伯爵 (1664年創設) (1694-1753)                          | リチャード・ボイル 第3代バーリントン伯爵 (1664年創設) (1694-1753)                          | リチャード・ボイル 第3代バーリントン伯爵 (1664年創設) (1694-1753)                          | リチャード・ボイル 第3代バーリントン伯爵 (1664年創設) (1694-1753)                          |                                                                 |                                                                 |  |  |  |  |  |  |  |  |  |  |  |  |  |  |  |  |
|  |  |                                                |                                                |                                                |                                                | ウィリアム・キャヴェンディッシュ 第4代デヴォンシャー公爵 (1720-1764)                       | ウィリアム・キャヴェンディッシュ 第4代デヴォンシャー公爵 (1720-1764)                       | ウィリアム・キャヴェンディッシュ 第4代デヴォンシャー公爵 (1720-1764)                       | ウィリアム・キャヴェンディッシュ 第4代デヴォンシャー公爵 (1720-1764)                       | ウィリアム・キャヴェンディッシュ 第4代デヴォンシャー公爵 (1720-1764)                       | ウィリアム・キャヴェンディッシュ 第4代デヴォンシャー公爵 (1720-1764)                       |                                                                      |                                                                      |                                                                                             |                                                                      |                                              |                                              | シャーロット・ボイル (1731-1754)                                                           | シャーロット・ボイル (1731-1754)                                                           | シャーロット・ボイル (1731-1754)                                                           | シャーロット・ボイル (1731-1754)                                                           | シャーロット・ボイル (1731-1754)                                                           | シャーロット・ボイル (1731-1754)                                                           |                                                                 |                                                                 |  |  |  |  |  |  |  |  |  |  |  |  |  |  |  |  |
|  |  |                                                |                                                |                                                |                                                | ウィリアム・キャヴェンディッシュ 第4代デヴォンシャー公爵 (1720-1764)                       | ウィリアム・キャヴェンディッシュ 第4代デヴォンシャー公爵 (1720-1764)                       | ウィリアム・キャヴェンディッシュ 第4代デヴォンシャー公爵 (1720-1764)                       | ウィリアム・キャヴェンディッシュ 第4代デヴォンシャー公爵 (1720-1764)                       | ウィリアム・キャヴェンディッシュ 第4代デヴォンシャー公爵 (1720-1764)                       | ウィリアム・キャヴェンディッシュ 第4代デヴォンシャー公爵 (1720-1764)                       |                                                                      |                                                                      |                                                                                             |                                                                      |                                              |                                              | シャーロット・ボイル (1731-1754)                                                           | シャーロット・ボイル (1731-1754)                                                           | シャーロット・ボイル (1731-1754)                                                           | シャーロット・ボイル (1731-1754)                                                           | シャーロット・ボイル (1731-1754)                                                           | シャーロット・ボイル (1731-1754)                                                           |                                                                 |                                                                 |  |  |  |  |  |  |  |  |  |  |  |  |  |  |  |  |
|  |  |                                                |                                                |                                                |                                                |                                                                                            |                                                                                            |                                                                                            |                                                                                            |                                                                                            |                                                                                            |                                                                      |                                                                      |                                                                                             |                                                                      |                                              |                                              |                                                                                            |                                                                                            |                                                                                            |                                                                                            |                                                                                            |                                                                                            |                                                                 |                                                                 |  |  |  |  |  |  |  |  |  |  |  |  |  |  |  |  |
|  |  |                                                |                                                |                                                |                                                |                                                                                            |                                                                                            |                                                                                            |                                                                                            |                                                                                            |                                                                                            |                                                                      |                                                                      |                                                                                             |                                                                      |                                              |                                              |                                                                                            |                                                                                            |                                                                                            |                                                                                            |                                                                                            |                                                                                            |                                                                 |                                                                 |  |  |  |  |  |  |  |  |  |  |  |  |  |  |  |  |
|  |  |                                                |                                                |                                                |                                                | ウィリアム・キャヴェンディッシュ 第5代デヴォンシャー公爵 (1748-1811)                       | ウィリアム・キャヴェンディッシュ 第5代デヴォンシャー公爵 (1748-1811)                       | ウィリアム・キャヴェンディッシュ 第5代デヴォンシャー公爵 (1748-1811)                       | ウィリアム・キャヴェンディッシュ 第5代デヴォンシャー公爵 (1748-1811)                       | ウィリアム・キャヴェンディッシュ 第5代デヴォンシャー公爵 (1748-1811)                       | ウィリアム・キャヴェンディッシュ 第5代デヴォンシャー公爵 (1748-1811)                       |                                                                      |                                                                      |                                                                                             |                                                                      |                                              |                                              |                                                                                            |                                                                                            | ジョージ・キャヴェンディッシュ 初代バーリントン伯爵 (1754-1834)                            | ジョージ・キャヴェンディッシュ 初代バーリントン伯爵 (1754-1834)                            | ジョージ・キャヴェンディッシュ 初代バーリントン伯爵 (1754-1834)                            | ジョージ・キャヴェンディッシュ 初代バーリントン伯爵 (1754-1834)                            | ジョージ・キャヴェンディッシュ 初代バーリントン伯爵 (1754-1834) | ジョージ・キャヴェンディッシュ 初代バーリントン伯爵 (1754-1834) |  |  |  |  |  |  |  |  |  |  |  |  |  |  |  |  |
|  |  |                                                |                                                |                                                |                                                | ウィリアム・キャヴェンディッシュ 第5代デヴォンシャー公爵 (1748-1811)                       | ウィリアム・キャヴェンディッシュ 第5代デヴォンシャー公爵 (1748-1811)                       | ウィリアム・キャヴェンディッシュ 第5代デヴォンシャー公爵 (1748-1811)                       | ウィリアム・キャヴェンディッシュ 第5代デヴォンシャー公爵 (1748-1811)                       | ウィリアム・キャヴェンディッシュ 第5代デヴォンシャー公爵 (1748-1811)                       | ウィリアム・キャヴェンディッシュ 第5代デヴォンシャー公爵 (1748-1811)                       |                                                                      |                                                                      |                                                                                             |                                                                      |                                              |                                              |                                                                                            |                                                                                            | ジョージ・キャヴェンディッシュ 初代バーリントン伯爵 (1754-1834)                            | ジョージ・キャヴェンディッシュ 初代バーリントン伯爵 (1754-1834)                            | ジョージ・キャヴェンディッシュ 初代バーリントン伯爵 (1754-1834)                            | ジョージ・キャヴェンディッシュ 初代バーリントン伯爵 (1754-1834)                            | ジョージ・キャヴェンディッシュ 初代バーリントン伯爵 (1754-1834) | ジョージ・キャヴェンディッシュ 初代バーリントン伯爵 (1754-1834) |  |  |  |  |  |  |  |  |  |  |  |  |  |  |  |  |
|  |  |                                                |                                                |                                                |                                                |                                                                                            |                                                                                            |                                                                                            |                                                                                            |                                                                                            |                                                                                            |                                                                      |                                                                      |                                                                                             |                                                                      |                                              |                                              |                                                                                            |                                                                                            |                                                                                            |                                                                                            |                                                                                            |                                                                                            |                                                                 |                                                                 |  |  |  |  |  |  |  |  |  |  |  |  |  |  |  |  |
|  |  | ジョージアナ・キャヴェンディッシュ (1783-1858) | ジョージアナ・キャヴェンディッシュ (1783-1858) | ジョージアナ・キャヴェンディッシュ (1783-1858) | ジョージアナ・キャヴェンディッシュ (1783-1858) | ジョージアナ・キャヴェンディッシュ (1783-1858)                                             | ジョージアナ・キャヴェンディッシュ (1783-1858)                                             |                                                                                            |                                                                                            | ウィリアム・キャヴェンディッシュ 第6代デヴォンシャー公爵 (1790-1858)                       | ウィリアム・キャヴェンディッシュ 第6代デヴォンシャー公爵 (1790-1858)                       | ウィリアム・キャヴェンディッシュ 第6代デヴォンシャー公爵 (1790-1858) | ウィリアム・キャヴェンディッシュ 第6代デヴォンシャー公爵 (1790-1858) | ウィリアム・キャヴェンディッシュ 第6代デヴォンシャー公爵 (1790-1858)                        | ウィリアム・キャヴェンディッシュ 第6代デヴォンシャー公爵 (1790-1858) |                                              |                                              |                                                                                            |                                                                                            | ウィリアム・キャヴェンディッシュ (1783-1812)                                               | ウィリアム・キャヴェンディッシュ (1783-1812)                                               | ウィリアム・キャヴェンディッシュ (1783-1812)                                               | ウィリアム・キャヴェンディッシュ (1783-1812)                                               | ウィリアム・キャヴェンディッシュ (1783-1812)                    | ウィリアム・キャヴェンディッシュ (1783-1812)                    |  |  |  |  |  |  |  |  |  |  |  |  |  |  |  |  |
|  |  | ジョージアナ・キャヴェンディッシュ (1783-1858) | ジョージアナ・キャヴェンディッシュ (1783-1858) | ジョージアナ・キャヴェンディッシュ (1783-1858) | ジョージアナ・キャヴェンディッシュ (1783-1858) | ジョージアナ・キャヴェンディッシュ (1783-1858)                                             | ジョージアナ・キャヴェンディッシュ (1783-1858)                                             |                                                                                            |                                                                                            | ウィリアム・キャヴェンディッシュ 第6代デヴォンシャー公爵 (1790-1858)                       | ウィリアム・キャヴェンディッシュ 第6代デヴォンシャー公爵 (1790-1858)                       | ウィリアム・キャヴェンディッシュ 第6代デヴォンシャー公爵 (1790-1858) | ウィリアム・キャヴェンディッシュ 第6代デヴォンシャー公爵 (1790-1858) | ウィリアム・キャヴェンディッシュ 第6代デヴォンシャー公爵 (1790-1858)                        | ウィリアム・キャヴェンディッシュ 第6代デヴォンシャー公爵 (1790-1858) |                                              |                                              |                                                                                            |                                                                                            | ウィリアム・キャヴェンディッシュ (1783-1812)                                               | ウィリアム・キャヴェンディッシュ (1783-1812)                                               | ウィリアム・キャヴェンディッシュ (1783-1812)                                               | ウィリアム・キャヴェンディッシュ (1783-1812)                                               | ウィリアム・キャヴェンディッシュ (1783-1812)                    | ウィリアム・キャヴェンディッシュ (1783-1812)                    |  |  |  |  |  |  |  |  |  |  |  |  |  |  |  |  |
|  |  | ブランチ・ハワード (1812-1840)                 | ブランチ・ハワード (1812-1840)                 | ブランチ・ハワード (1812-1840)                 | ブランチ・ハワード (1812-1840)                 | ブランチ・ハワード (1812-1840)                                                             | ブランチ・ハワード (1812-1840)                                                             |                                                                                            |                                                                                            |                                                                                            |                                                                                            |                                                                      |                                                                      |                                                                                             |                                                                      |                                              |                                              | ウィリアム・キャヴェンディッシュ 第7代デヴォンシャー公爵 第2代バーリントン伯爵 (1808-1891) | ウィリアム・キャヴェンディッシュ 第7代デヴォンシャー公爵 第2代バーリントン伯爵 (1808-1891) | ウィリアム・キャヴェンディッシュ 第7代デヴォンシャー公爵 第2代バーリントン伯爵 (1808-1891) | ウィリアム・キャヴェンディッシュ 第7代デヴォンシャー公爵 第2代バーリントン伯爵 (1808-1891) | ウィリアム・キャヴェンディッシュ 第7代デヴォンシャー公爵 第2代バーリントン伯爵 (1808-1891) | ウィリアム・キャヴェンディッシュ 第7代デヴォンシャー公爵 第2代バーリントン伯爵 (1808-1891) |                                                                 |                                                                 |  |  |  |  |  |  |  |  |  |  |  |  |  |  |  |  |
|  |  | ブランチ・ハワード (1812-1840)                 | ブランチ・ハワード (1812-1840)                 | ブランチ・ハワード (1812-1840)                 | ブランチ・ハワード (1812-1840)                 | ブランチ・ハワード (1812-1840)                                                             | ブランチ・ハワード (1812-1840)                                                             |                                                                                            |                                                                                            |                                                                                            |                                                                                            |                                                                      |                                                                      |                                                                                             |                                                                      |                                              |                                              | ウィリアム・キャヴェンディッシュ 第7代デヴォンシャー公爵 第2代バーリントン伯爵 (1808-1891) | ウィリアム・キャヴェンディッシュ 第7代デヴォンシャー公爵 第2代バーリントン伯爵 (1808-1891) | ウィリアム・キャヴェンディッシュ 第7代デヴォンシャー公爵 第2代バーリントン伯爵 (1808-1891) | ウィリアム・キャヴェンディッシュ 第7代デヴォンシャー公爵 第2代バーリントン伯爵 (1808-1891) | ウィリアム・キャヴェンディッシュ 第7代デヴォンシャー公爵 第2代バーリントン伯爵 (1808-1891) | ウィリアム・キャヴェンディッシュ 第7代デヴォンシャー公爵 第2代バーリントン伯爵 (1808-1891) |                                                                 |                                                                 |  |  |  |  |  |  |  |  |  |  |  |  |  |  |  |  |
|  |  |                                                |                                                |                                                |                                                |                                                                                            |                                                                                            |                                                                                            |                                                                                            |                                                                                            |                                                                                            |                                                                      |                                                                      |                                                                                             |                                                                      |                                              |                                              |                                                                                            |                                                                                            |                                                                                            |                                                                                            |                                                                                            |                                                                                            |                                                                 |                                                                 |  |  |  |  |  |  |  |  |  |  |  |  |  |  |  |  |
|  |  |                                                |                                                |                                                |                                                |                                                                                            |                                                                                            |                                                                                            |                                                                                            |                                                                                            |                                                                                            |                                                                      |                                                                      |                                                                                             |                                                                      |                                              |                                              |                                                                                            |                                                                                            |                                                                                            |                                                                                            |                                                                                            |                                                                                            |                                                                 |                                                                 |  |  |  |  |  |  |  |  |  |  |  |  |  |  |  |  |
|  |  |                                                |                                                |                                                |                                                | スペンサー・キャヴェンディッシュ 第8代デヴォンシャー公爵 第3代バーリントン伯爵 (1833-1908) | スペンサー・キャヴェンディッシュ 第8代デヴォンシャー公爵 第3代バーリントン伯爵 (1833-1908) | スペンサー・キャヴェンディッシュ 第8代デヴォンシャー公爵 第3代バーリントン伯爵 (1833-1908) | スペンサー・キャヴェンディッシュ 第8代デヴォンシャー公爵 第3代バーリントン伯爵 (1833-1908) | スペンサー・キャヴェンディッシュ 第8代デヴォンシャー公爵 第3代バーリントン伯爵 (1833-1908) | スペンサー・キャヴェンディッシュ 第8代デヴォンシャー公爵 第3代バーリントン伯爵 (1833-1908) |                                                                      |                                                                      | エドワード・キャヴェンディッシュ (1838-1891)                                                | エドワード・キャヴェンディッシュ (1838-1891)                         | エドワード・キャヴェンディッシュ (1838-1891) | エドワード・キャヴェンディッシュ (1838-1891) | エドワード・キャヴェンディッシュ (1838-1891)                                               | エドワード・キャヴェンディッシュ (1838-1891)                                               |                                                                                            |                                                                                            |                                                                                            |                                                                                            |                                                                 |                                                                 |  |  |  |  |  |  |  |  |  |  |  |  |  |  |  |  |
|  |  |                                                |                                                |                                                |                                                | スペンサー・キャヴェンディッシュ 第8代デヴォンシャー公爵 第3代バーリントン伯爵 (1833-1908) | スペンサー・キャヴェンディッシュ 第8代デヴォンシャー公爵 第3代バーリントン伯爵 (1833-1908) | スペンサー・キャヴェンディッシュ 第8代デヴォンシャー公爵 第3代バーリントン伯爵 (1833-1908) | スペンサー・キャヴェンディッシュ 第8代デヴォンシャー公爵 第3代バーリントン伯爵 (1833-1908) | スペンサー・キャヴェンディッシュ 第8代デヴォンシャー公爵 第3代バーリントン伯爵 (1833-1908) | スペンサー・キャヴェンディッシュ 第8代デヴォンシャー公爵 第3代バーリントン伯爵 (1833-1908) |                                                                      |                                                                      | エドワード・キャヴェンディッシュ (1838-1891)                                                | エドワード・キャヴェンディッシュ (1838-1891)                         | エドワード・キャヴェンディッシュ (1838-1891) | エドワード・キャヴェンディッシュ (1838-1891) | エドワード・キャヴェンディッシュ (1838-1891)                                               | エドワード・キャヴェンディッシュ (1838-1891)                                               |                                                                                            |                                                                                            |                                                                                            |                                                                                            |                                                                 |                                                                 |  |  |  |  |  |  |  |  |  |  |  |  |  |  |  |  |
|  |  |                                                |                                                |                                                |                                                |                                                                                            |                                                                                            |                                                                                            |                                                                                            |                                                                                            |                                                                                            |                                                                      |                                                                      | ヴィクター・キャヴェンディッシュ 第9代デヴォンシャー公爵 第4代バーリントン伯爵 (1868-1938)  |                                                                      |                                              |                                              |                                                                                            |                                                                                            |                                                                                            |                                                                                            |                                                                                            |                                                                                            |                                                                 |                                                                 |  |  |  |  |  |  |  |  |  |  |  |  |  |  |  |  |
|  |  |                                                |                                                |                                                |                                                |                                                                                            |                                                                                            |                                                                                            |                                                                                            |                                                                                            |                                                                                            |                                                                      |                                                                      |                                                                                             |                                                                      |                                              |                                              |                                                                                            |                                                                                            |                                                                                            |                                                                                            |                                                                                            |                                                                                            |                                                                 |                                                                 |  |  |  |  |  |  |  |  |  |  |  |  |  |  |  |  |
|  |  |                                                |                                                |                                                |                                                |                                                                                            |                                                                                            |                                                                                            |                                                                                            |                                                                                            |                                                                                            |                                                                      |                                                                      | エドワード・キャヴェンディッシュ 第10代デヴォンシャー公爵 第5代バーリントン伯爵 (1895-1950) |                                                                      |                                              |                                              |                                                                                            |                                                                                            |                                                                                            |                                                                                            |                                                                                            |                                                                                            |                                                                 |                                                                 |  |  |  |  |  |  |  |  |  |  |  |  |  |  |  |  |
|  |  |                                                |                                                |                                                |                                                |                                                                                            |                                                                                            |                                                                                            |                                                                                            |                                                                                            |                                                                                            |                                                                      |                                                                      |                                                                                             |                                                                      |                                              |                                              |                                                                                            |                                                                                            |                                                                                            |                                                                                            |                                                                                            |                                                                                            |                                                                 |                                                                 |  |  |  |  |  |  |  |  |  |  |  |  |  |  |  |  |
|  |  |                                                |                                                |                                                |                                                |                                                                                            |                                                                                            |                                                                                            |                                                                                            |                                                                                            |                                                                                            |                                                                      |                                                                      | アンドルー・キャヴェンディッシュ 第11代デヴォンシャー公爵 第6代バーリントン伯爵 (1920-2004) |                                                                      |                                              |                                              |                                                                                            |                                                                                            |                                                                                            |                                                                                            |                                                                                            |                                                                                            |                                                                 |                                                                 |  |  |  |  |  |  |  |  |  |  |  |  |  |  |  |  |
|  |  |                                                |                                                |                                                |                                                |                                                                                            |                                                                                            |                                                                                            |                                                                                            |                                                                                            |                                                                                            |                                                                      |                                                                      |                                                                                             |                                                                      |                                              |                                              |                                                                                            |                                                                                            |                                                                                            |                                                                                            |                                                                                            |                                                                                            |                                                                 |                                                                 |  |  |  |  |  |  |  |  |  |  |  |  |  |  |  |  |
|  |  |                                                |                                                |                                                |                                                |                                                                                            |                                                                                            |                                                                                            |                                                                                            |                                                                                            |                                                                                            |                                                                      |                                                                      | ペレグリン・キャヴェンディッシュ 第12代デヴォンシャー公爵 第7代バーリントン伯爵 (1944-)     |                                                                      |                                              |                                              |                                                                                            |                                                                                            |                                                                                            |                                                                                            |                                                                                            |                                                                                            |                                                                 |                                                                 |  |  |  |  |  |  |  |  |  |  |  |  |  |  |  |  |